# Maurice Cloche
Maurice Barnabé Jean Cloche (17. června 1907 Commercy – 23. března 1990 Bordeaux) byl francouzský filmový režisér, scenárista a producent. Jeho snímek Monsieur Vincent, inspirovaný životem Vincence z Pauly, získal v roce 1948 Oscara za nejlepší cizojazyčný film. Šlo o prvního Oscara pro francouzský film v historii. Film byl nominován i na Zlatého lva v Benátkách a uspěl také v domácích kinech, ve Francii ho navštívilo více než sedm miliónů diváků. Cloche se vždy hlásil ke své katolické orientaci a snaze vytvářet vyloženě katolické filmy (zejm. Un missionnaire, Domenica). Jeho doménou byla též sociální dramata (zejm. La cage aux filles). Natáčel ale i špiónské snímky (Agent X 13, Vicomte règle ses comptes, Coplan, agent secret FX 18), sci-fi (L'invité de la onzième heure), romantické komedie a jiné "béčkové" filmy, jako byly například fernandelovské komedie Cocagne a Coeur de coq nebo komedie s mladým Luis de Funesem Moineaux de Paris. Věnoval životopisný film i vynálezci stetoskopu René Laënnecovi (Docteur Laennec).